# Nelson Sabrá
Nelson Aristeu Caminada Sabrá (Petrópolis, Rio de Janeiro, 16 de abril de 1948) Ele exerceu o mandato de deputado federal constituinte em 1988. Casado com Leda Maria Barreto Gonçalves Sabrá, quem teve três filhos. A vida política foi influenciada pela família. A mãe Nilce Caminada Sabrá e o pai Jamil Miguel Sabrá. Este último, deputado estadual pelo Partido Democrático Social (PDS) e prefeito da cidade natal do filho.
O político era chegado em trigonometria e geometria analítica. Tanto que atuou como professor no Centro de Estudos Preparatórios às Escolas Superiores (CEPES) de Petrópolis, em 1967, graças à formação de engenheiro civil na Escola de Engenharia da Universidade Fluminense (UFF). Também estudou informática na Pontifícia Universidade Católica (PUC) do Rio de Janeiro. O mestre em estabilidade das construções ainda se formou como administrador de empresas, pela Fundação Getúlio Vargas (FGV), em 1972.
Nelson Aristeu Caminada Sabrá assessorou o projeto de consórcio Metroplan Metrô Rio, como Secretário de Estruturas de Obras e Serviços Públicos. Filiado ao Partido Democrático Social (PSD), ele presidiu, em 1980, a Associação Petropolitana de Engenheiros e Arquitetos e chefiou da Inspetoria Regional do Conselho Regional de Engenheiros e Arquitetos (CREA) na Região Serrana.
Dois anos depois, foi eleito deputado estadual e participou da apuração de irregularidades no Metrô Rio, como relator. Também foi vice-presidente das comissões de Controle do Meio Ambiente; de Economia, Indústria e Comércio; de Redação; e de Orçamento e Finanças.
Desligado do PDS em 1985, filiou-se ao  Partido da Frente Liberal (PFL) e venceu as eleições de 1986 para a Câmara dos Deputados no Congresso Nacional, em Brasília. Durante a Assembleia Nacional Constituinte, votou de forma contrária à adoção do parlamentarismo, à estatização do sistema financeiro e à criação de um fundo de apoio à reforma agrária. Mas apoiou o mandato de cinco anos para o presidente José Sarney e o rompimento de relações diplomáticas com países que desenvolvem uma política de discriminação racial.

Desligado do PFL, em 1990 integrou o grupo de políticos do Partido da Reconstrução Nacional (PRN), mas obteve apenas uma suplência. Oito anos depois, concorreu ao cargo de deputado estadual no Rio de Janeiro pela legenda do PFL, mas perdeu.